# Salmo 47

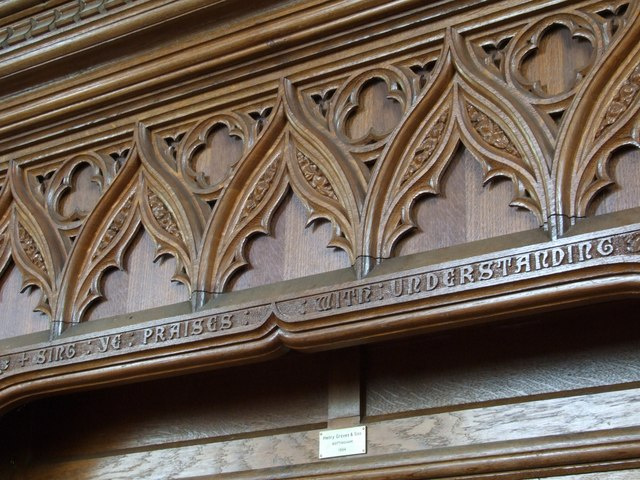
Incisione linea col settimo versetto del salmo, in inglese.

Il salmo 47 (46 secondo la numerazione greca) costituisce il quarantasettesimo capitolo del Libro dei salmi.
È tradizionalmente attribuito ai figli di Core. È utilizzato dalla Chiesa cattolica nella liturgia delle ore.